# Ghazi ibn Danishmend

Anatolia en 1097, antes del Sitio de Nicea.

Ghazi ibn Danishmend (también conocido como Danishmend Gazi o como Malik Ghazi), de nombre completo Gümüştekin Danishmend Ahmed Gazi o Danishmend Taylu (muerto en 1104), fue el fundador del beylicato de los danisméndidas. Tras el avance de los turcos en la conquista de Anatolia que siguió a la batalla de Manzikert, su dinastía controló las regiones situadas en la zona norte del centro de Anatolia. 

## Biografía
La derrota del ejército bizantino en la batalla de Manzikert permitió a los turcos, incluyendo a aquellas fuerzas leales a Ghazi ibn Danishmend, ocupar casi toda la península de Anatolia. Danishmend Gazi y sus hombres tomaron la parte central de Anatolia, conquistando las ciudades de Niksar, Tokat, Sivas y Euchaita.
Durante la Primera Cruzada se encontraba directamente en el camino de los cruzados. Fracasó en la batalla de Dorilea en 1097, aunque logró un éxito posterior capturando a Bohemundo I de Antioquía en 1100. Sus campañas militares continuarn, y también logró tomar Malatya (Mitilene) en 1103.
Le sucedió su hijo, Emir Gazi Gümüştekin, y existe una tumba que se le atribuye en Niksar.

## Dinastía y títulos
Ghazi ibn Danishmend también es conocido por el título Malik, que significa «rey» —que realmente el califa abasí de Bagdad le otorgaría a su nieto en 1134— y que era usado en ocasiones de forma retrospectiva por contemporáneos e historiadores para hacer referencia a Ghazi ibn Danishmend. El otro título, Ghazi, significa «guerrero».
Existe cierta confusión sobre su nombre, y divergencia en los nombres utilizados por los estudiosos. Tenía el mismo nombre que su hijo, Gümüştekin, si bien a menudo se hace referencia al padre acortando el nombre a Danishmend Ghazi, mientras que su hijo es conocido como Emir Ghazi, sin hacer referencia al nombre Gümüştekin que es común a ambos. Además, la dinastía danisméndida también se cita como unida por lazos familiares con la selyúcida, aunque las explicaciones de dichos lazos difieren según las fuentes.